# Giro di Campania 2001
Il Giro di Campania 2001, sessantatreesima ed ultima edizione della corsa, si svolse il 6 marzo 2001 su un percorso di 180 km. La vittoria fu appannaggio del russo Dmitrij Konyšev, che completò il percorso in 4h41'25" precedendo gli italiani Biagio Conte ed Alberto Ongarato.
Sul traguardo della Reggia di Caserta 20 ciclisti, su 112 partiti da Mercato San Severino, portarono a termine la competizione.

## Ordine d'arrivo (Top 10)
| Pos. | Corridore         | Squadra                      | Tempo    |
| ---- | ----------------- | ---------------------------- | -------- |
| 1    | Dmitrij Konyšev   | Fassa Bortolo                | 4h41'25" |
| 2    | Biagio Conte      | Saeco                        | s.t.     |
| 3    | Alberto Ongarato  | Mobilvetta-Formaggi Trentini | s.t.     |
| 4    | Saša Gajičić      | Alessio                      | s.t.     |
| 5    | Nicolas Vogondy   | Française des Jeux           | s.t.     |
| 6    | Giuliano Figueras | Ceramiche Panaria-Fiordo     | s.t.     |
| 7    | Andrea Brognara   | Alexia Alluminio             | s.t.     |
| 8    | Franco Pellizotti | Alessio                      | s.t.     |
| 9    | Sandy Casar       | Française des Jeux           | s.t.     |
| 10   | Sergej Jakovlev   | Cantina Tollo-Acqua & S.     | s.t.     |